# Biên niên sử Narnia
Biên niên sử Narnia (tiếng Anh: The Chronicles of Narnia) là loạt truyện viễn tưởng gồm bảy tập của tác giả C. S. Lewis. Đây được xem là tác phẩm văn học thiếu nhi kinh điển và là tác phẩm nổi tiếng nhất của tác giả. Tác phẩm đã bán được hơn 100 triệu bản trên toàn cầu bằng 47 ngôn ngữ. Bộ truyện do Lewis viết trong khoảng thời gian từ 1949 tới 1954, được Pauline Baynes minh họa và xuất bản lần đầu tại London từ tháng 10 năm 1950 tới tháng 9 năm 1956. Biên niên sử Narnia đã nhiều lần được chuyển thể (một phần hoặc cả loạt truyện) trên sóng phát thanh, truyền hình, sân khấu và điện ảnh.
Đặt trong bối cảnh vùng đất tưởng tượng Narnia, một thế giới kỳ ảo của phép thuật, những loài thú huyền thoại, và động vật biết nói, loạt truyện kể về những cuộc phiêu lưu của những đứa trẻ đóng vai trò trung tâm trong diễn biến lịch sử của thế giới đó. Trừ cuốn Con ngựa và Cậu bé, các nhân vật chính đều là trẻ con tới từ thế giới thực, được mang tới Narnia cách kỳ diệu, nơi mà sư tử Aslan kêu gọi chúng bảo vệ Narnia khỏi thế lực xấu xa và khôi phục vương quyền về vị trí đúng đắn. Bộ truyện trải dài toàn bộ lịch sử của Narnia, kể từ khi nó được tạo dựng trong cuốn Cháu trai Pháp sư cho tới sự hủy diệt trong cuốn Trận chiến Cuối cùng.
Cảm hứng cho bộ truyện được lấy từ nhiều nguồn: bên cạnh việc phỏng theo các chủ đề Cơ Đốc giáo truyền thống là các nhân vật và ý tưởng được vay mượn cách phóng khoáng từ thần thoại Hy Lạp và La Mã cũng như các truyện cổ tích Đại Anh và Ái Nhĩ Lan. Loạt truyện ảnh hưởng sâu sắc lên văn học kỳ ảo của cả thiếu nhi và người lớn kể từ Thế chiến II. Việc Lewis khai thác các đề tài thường không có trong văn học thiếu nhi, như tôn giáo, cùng với việc xử lý các vấn đề gồm có chủng tộc và giới tính đã gây nên một số tranh cãi.

## Trình tự xuất bản
Trình tự xuất bản nguyên gốc bởi hai nhà xuất bản Geoffrey Bles và The Bodley Head khác với nhiều lần xuất bản sau này, bao gồm ấn bản của HarperCollins hay Kim Đồng cho bản dịch tiếng Việt. Các lần xuất bản đó xếp đặt 7 cuốn theo trình tự niên sử, tức là theo trình tự thời gian của nội dung truyện.
| Trình tự xuất bản lần đầu        | Trình tự niên sử                 |
| -------------------------------- | -------------------------------- |
| Sư tử, Phù thủy và cái Tủ áo     | Cháu trai Pháp sư                |
| Hoàng tử Caspian                 | Sư tử, Phù thủy và cái Tủ áo     |
| Trên con tàu Hướng tới Bình minh | Con ngựa và Cậu bé               |
| Chiếc ghế Bạc                    | Hoàng tử Caspian                 |
| Con ngựa và Cậu bé               | Trên con tàu Hướng tới Bình minh |
| Cháu trai Pháp sư                | Chiếc ghế Bạc                    |
| Trận chiến Cuối cùng             | Trận chiến Cuối cùng             |